# Singhigletscher
Der Singhigletscher befindet sich im östlichen Karakorum im von China annektierten Shaksgam-Tal.
Der (einschließlich Quellgletschern) 24 km lange Singhigletscher befindet sich im Norden des Siachen Muztagh. Auf halber Länge vereinigen sich die beiden Quellgletscher – Östlicher und Westlicher Singhigletscher. Der Singhigletscher strömt entlang der Nordostflanke der Teram-Kangri-Gruppe in nordwestlicher Richtung und mündet in den Oberlauf des Shaksgam-Flusses. Der Gipfel Singhi Kangri II liegt im Südwesten des Gletscher-Einzugsgebiets.